# Stylogaster ethiopa
Stylogaster ethiopa är en tvåvingeart som beskrevs av Townsend 1897. Stylogaster ethiopa ingår i släktet Stylogaster och familjen stekelflugor. Inga underarter finns listade i Catalogue of Life.